# الدوري القبرصي الدرجة الثانية 1956–1957
الدوري القبرصي الدرجة الثانية 1956–1957 هو الموسم 4 من الدوري القبرصي الدرجة الثانية. أقيم خلال الفترة 10 فبراير 1957 وحتى 7 يوليو 1957، وأشرف على تنظيمه اتحاد قبرص لكرة القدم، وكان عدد الأندية المشاركة فيه 9، وفاز فيه أبولون ليماسول.